# Lubilhac
Lubilhac település Franciaországban, Haute-Loire megyében. Lakosainak száma 102 fő (2022. január 1.). Lubilhac La Chapelle-Laurent, Massiac, Grenier-Montgon, Mercœur, Saint-Beauzire és Saint-Just-près-Brioude községekkel határos.

## Népesség
A település népességének változása:
| Lakosok száma | 263  | 183  | 165  | 116  | 106  | 93   | 85   | 81   | 88   | 102  |
|               | 1968 | 1982 | 1990 | 2006 | 2013 | 2015 | 2017 | 2019 | 2020 | 2022 |